# August van Schaesberg

Familiewapen Van Schaesberg

August Joseph Maria Karl Friedrich Anton, Graf von Schaesberg, ook wel August Jos Maria Anton van Schaesberg (Düsseldorf, gedoopt 24 oktober 1730-Düsseldorf, 9 februari 1801) was van 1768 tot 1795 de laatste rijksgraaf van Schaesberg en Kerpen-Lommersum, en van 1768 tot 1801 heer van Nieuwstadt.

## Levensloop

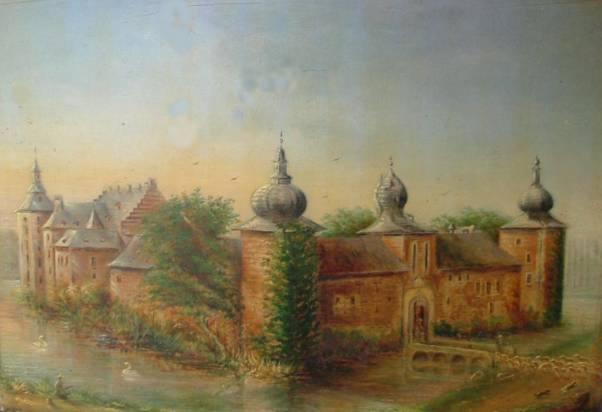
Kasteel Schaesberg in 1888

August van Schaesberg was een telg uit de adellijke familie Van Schaesberg. Hij de zoon van Johan Willem van Schaesberg (1696-1768), kamerheer en keizerlijk raadsman, en Rosa Veronica Magdalena van Westerholdt-Lembeck (1695-1764), vrouwe van van Westerholdt-Lembeck. August werd aanvankelijk voorbestemd voor een kerkelijke loopbaan. Van 1739 tot 1765 was hij kanunnik aan het domkapittel van Trier. Daarna vervolgde hij een wereldlijke carrière, mogelijk omdat hij door het overlijden van zijn oudere broer(s) erfopvolger was geworden. In 1768 werd hij drost (Amtmann) in Brüggen (1768); later volgde hij in de voetsporen van zijn vader als keizerlijk raadsman (Geheimrat).
In 1794 bezetten de Franse legers Zuid- Limburg. In deze Franse periode 1794-1813 werden de adellijke titels afgeschaft. August als rijksgraaf van Schaesberg zag daarbij zijn voor- en heerlijkheidsrechten verloren gaan. Hij vestigde zich op het kasteel Krieckenbeck bij Leuth (Duitsland) dat door het huwelijk van een van zijn voorouders (Johan Frederik van Schaesberg, op 19 februari 1623 gehuwd met Ferdinande van Wachtendonck) in de familie was gekomen. Nadien woonde niemand van zijn nazaten meer in het stamkasteel. Krieckenbeck werd het familieslot van de familie Van Schaesberg. De heerlijkheid Schaesberg waarover zij gedurende een lange periode de scepter hadden gezwaaid, werd een gewone gemeente.
Na de verdrijving van de Fransen kreeg de adellijke familie wel hun bezittingen in Schaesberg terug. Financiële zorgen, dwongen hen tot zowel verkoop van het hof Kakert en de Leenhof. Het kasteel Schaesberg, de kasteelboerderij met omliggende gronden bleven nog wel eigendom, maar bleven vrijwel onbeheerd achter, wat indirect ook het begin van het verval en uiteindelijk het einde betekende, er resten slechts de funderingen.
In 1795 werd het rijksgraafschap Kerpen-Lommersum door Frankrijk bezet en ingelijfd. In paragraaf 24 van de Reichsdeputationshauptschluss van 25 februari 1803 worden de graven voor het verlies van Kerpen-Lommersum schadeloos gesteld door het Ambt Tannheim (met uitzondering van Winterrieden), dat dan toe behoorde tot het gebied van de abdij Ochsenhausen. Lang hebben de graven geen plezier gehad van hun nieuwe rijksgraafschap Schaesberg-Tannheim, want in 1806 werd het ingelijfd bij het koninkrijk Württemberg.
August von Schaesberg overleed in 1801 in Düsseldorf en werd aldaar begraven in de Heilig-Kreuz-Kirche.

## Huwelijk en nageslacht
Hij trouwde in 1770 met Isabella Margaretha van Cortenbach (1747-1809), barones van Cortenbach, erfvrouwe van  Schalum, Röttgen, enz. Uit dit huwelijk werden zeven kinderen geboren (waarvan er vier jong stierven):
- Richard Martin Maria von Schaesberg (1778-1856), heer van Tannheim van 1803 tot 1806; gehuwd met Sophia Maria von der Wenge; geen kinderen
- Heinrich Edmund Maria von Schaesberg (1779-1835); omdat zijn oudere broer kinderloos bleef, werd zijn zoon Julius Maximilian Hubertus Maria von Schaesberg (1819-1870) stamhouder
- Eugenie Ludovica von Schaesberg (1781-1846), gehuwd met Clemens Wenzeslaus Graf und Marquis von und zu Hoensbroech (1776-1844)